# 莫彦殊
莫彦殊，五代十国马楚南宁州领主之一，南宁州（今贵州惠水县南）人。
莫彦殊与都云（今贵州都匀县）尹怀昌分据南宁州。原为南宁州部族首领。其境内居有汉族与布依族、苗族的先民。后晋天福八年（943年），南宁州酋长莫彦殊率其本部所部温那等十八州、都云酋长尹怀昌率其昆明等十二部、牂柯张万浚率其夷、播等七州归附楚王马希范。因无官府，仅在冈阜立牌，略以恩威羁縻而已。北宋时，龙、方、张、石、罗五姓领主崛起，取代尹、莫两姓领主的统治地位。